# Osiedle Zielona Galicja
Osiedle Zielona Galicja – osiedle mieszkaniowe na Ruczaju, w dzielnicy VIII Dębniki, położone przy ul. Chmieleniec i Szwai. Powstało w latach 2002-2007. Inwestorem osiedla była spółka BRE.locum (później mLocum, a od 2018 Archicom Polska), część grupy mBank). Projekt osiedla przygotowała pracownia architektoniczna IMB Asymetria.
W skład osiedla wchodzi 13 budynków: 10 budynków 3-kondygnacyjnych i 3 budynki 9-kondygnacyjne. Pięć budynków wzdłuż ul. Bobrzyńskiego i Szwai posiada partery użytkowe.
Osiedle obsługiwane jest komunikacją autobusową i tramwajową - przebiega obok niego linia szybkiego tramwaju z Czerwonych Maków.
Osiedle sąsiaduje:
- od zachodu - z budynkami Life Science Park i biurowcem Ericpola,
- od północy - z osiedlem Bobrzyńskiego,
- od wschodu - z blokami innych mniejszych osiedli oraz planowanym parkiem Ruczaj-Lubostroń
- od południa - z cmentarzem Kobierzyn-Lubostroń i blokami mniejszych osiedli.